# Вагоноопрокидыватель

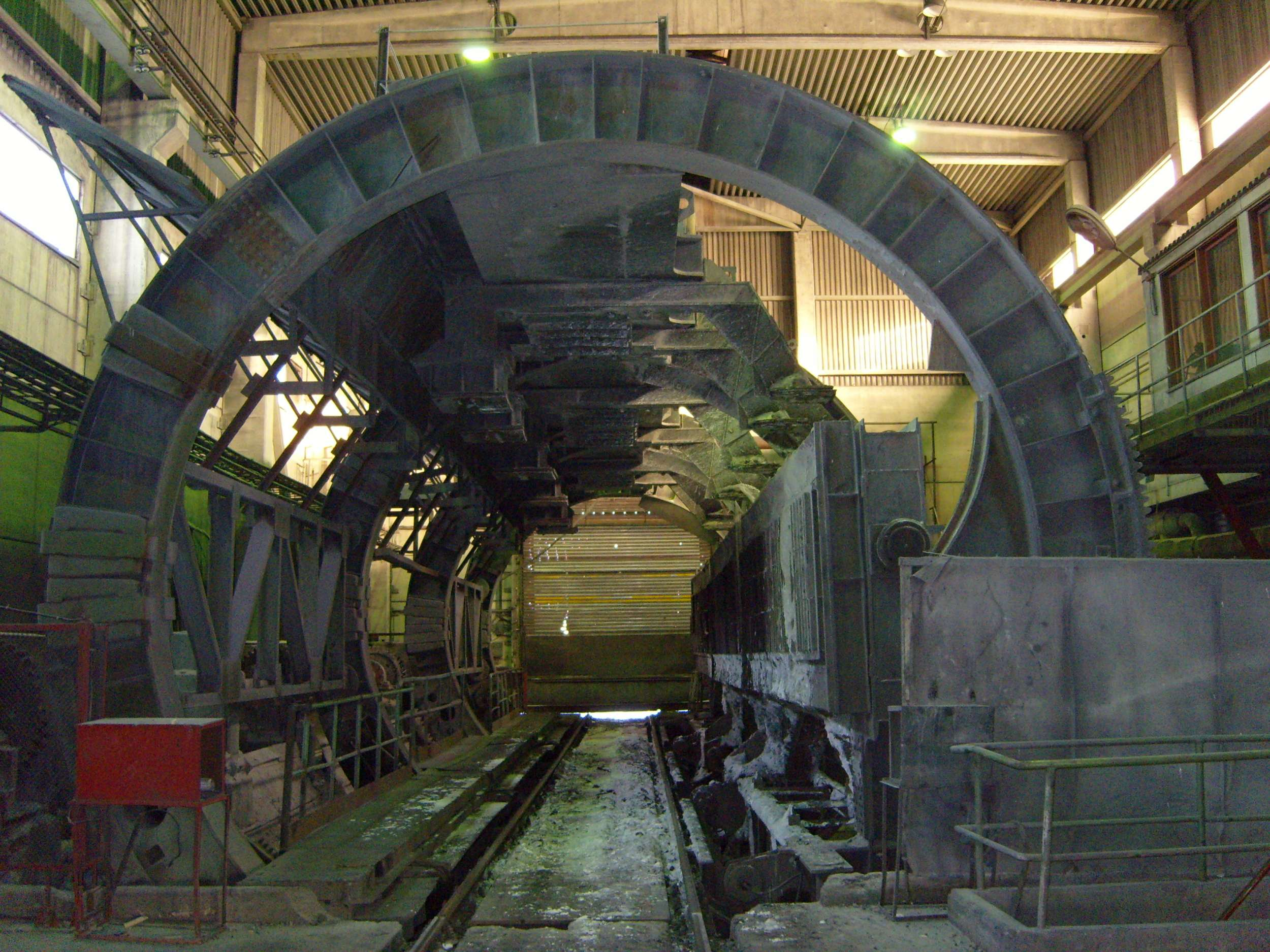
Роторный вагоноопрокидыватель

Вагоноопроки́дыватель — специальное сооружение для механизированной разгрузки вагонов с насыпными и навалочными грузами (рудой, углем, зерном).

## История применения
В России вагоноопрокидыватели применялись с конца XIX века. Первые два вагоноопрокидывателя были построены в Мариупольском порту.
Первый в СССР роторный вагоноопрокидыватель разработал харьковский ученый Василий Зашквара.

## Типы вагоноопрокидывателей
- стационарные
  - роторные
  - круговые
  - торцевые
  - боковые
  - комбинированные
- передвижные

Грузовые районы современных железнодорожных станций, подъездные пути крупных промышленных предприятий (металлургических и коксохимических заводов, тепловых электростанций и т. п.), портовые пункты перевалки грузов оборудованы стационарными вагоноопрокидывателями.
На складах, рудничных и грузовых дворах железнодорожных станций с небольшими грузопотоками используют передвижные вагоноопрокидыватели, которые позволяют вести разгрузку в различных местах.
Существуют стационарные вагоноопрокидыватели с различными способами разгрузки. В роторных и круговых вагоноопрокидывателях разгрузка осуществляется при повороте вагона вокруг его продольной оси. В боковых подъёмно-поворотных вагоноопрокидывателях вагон не только поворачивается вокруг продольной оси, но также и поднимается. Вагоноопрокидыватели этих двух типов предназначены для разгрузки полувагонов и платформ.
Торцевые вагоноопрокидыватели производят наклон вагона относительно поперечной оси, при этом груз высыпается через открывающиеся боковые стенки. Для разгрузки крытых вагонов используют комбинированные вагоноопрокидыватели с многократным поворотом вокруг продольной и поперечной осей.

## Дополнительное оборудование
Вагоноопрокидыватель — эффективное средство механизации с темпом выгрузки до 30 вагонов в 1 час. Росту производительности вагоноопрокидывателя способствует оборудование их системами автоматизации операций выгрузки (надвиг вагона, установка, выталкивание), применение виброустройств для механизированного удаления остатков сыпучих грузов (особенно смёрзшихся и слежавшихся), а также инерционных разгрузочных машин в крытых железнодорожных вагонах.

## Узкоколейный вагоноопрокидыватель
Вагоноопрокидыватель узкоколейный — для разгрузки полувагонов для перевозки торфа узкой колеи. Вагоноопрокидыватель состоит из опорной металлоконструкции, ротора с приводом и площадок обслуживания. При повороте ротора на угол более 90° начинается разгрузка топлива (высыпание), которая заканчивается при окончательном повороте на 180°. По окончании разгрузки ротор с вагоном возвращается в исходное положение с одновременным освобождением вагона от упора. Цикл разгрузки вагона составляет 3 — 5 мин. Подача вагонов к вагоноопрокидывателю и удаление разгруженного вагона производится канатным тяговым устройством.

## Галерея

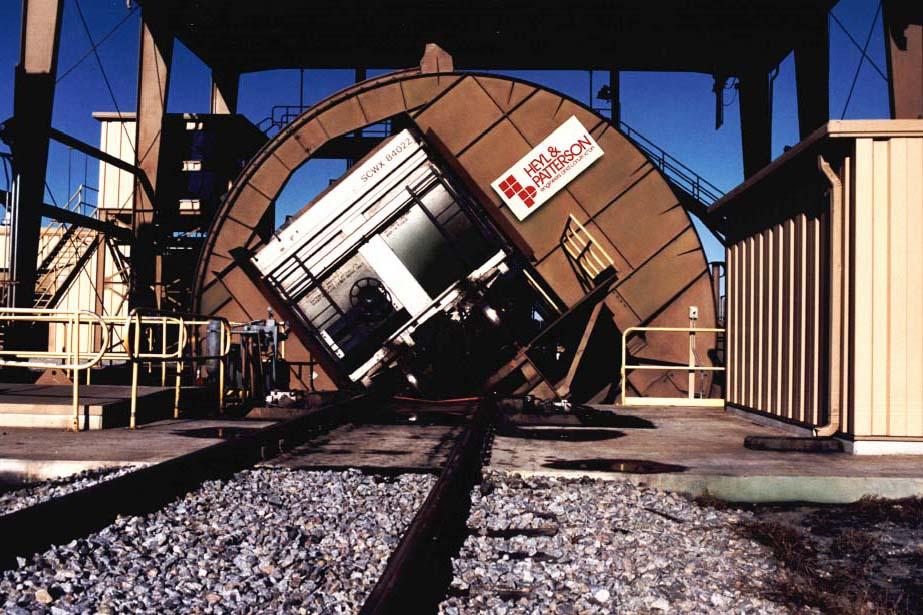
Роторный вагоноопрокидыватель
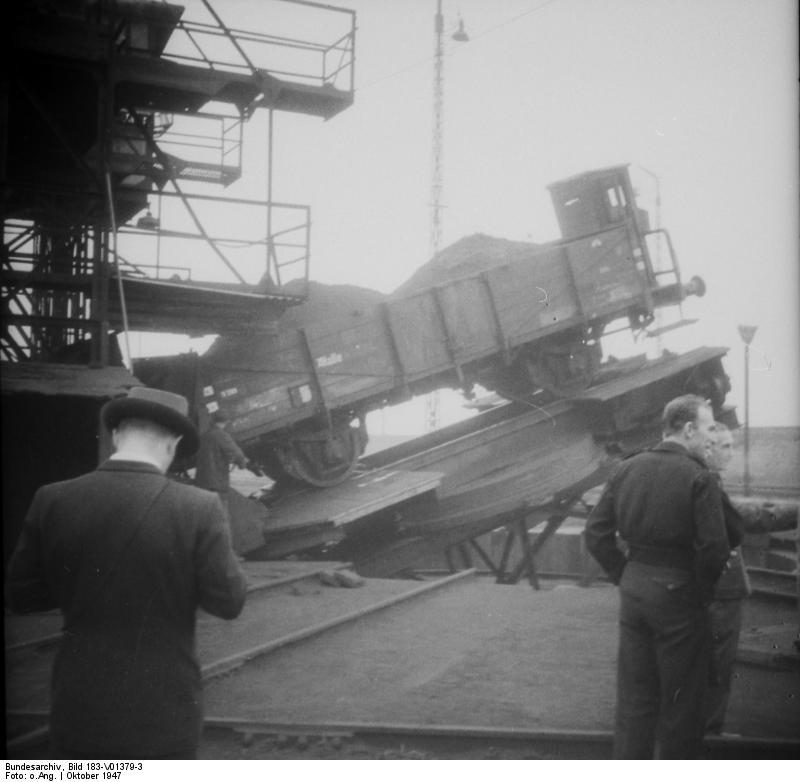
Вагоноопрокидыватель в порту Дуйсбурга
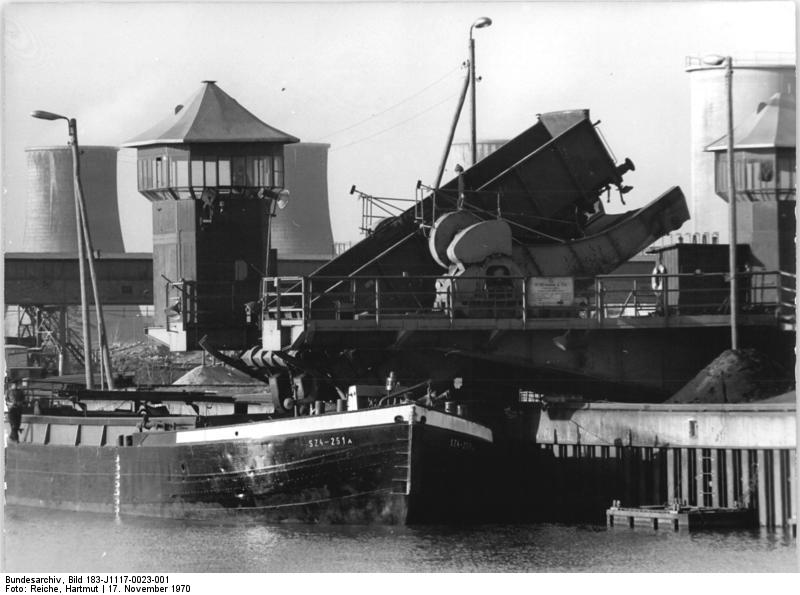
Торцевой вагоноопрокидыватель
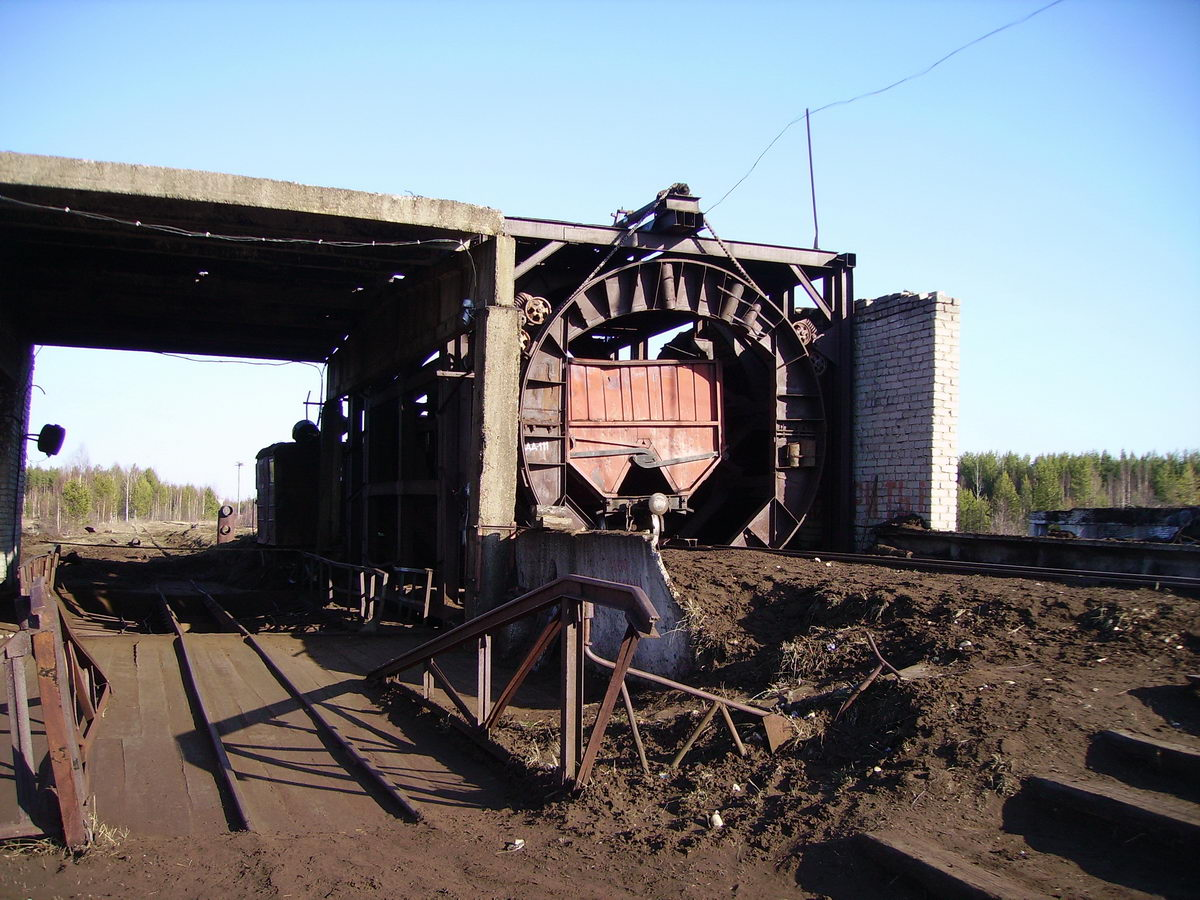
Роторный вагоноопрокидыватель
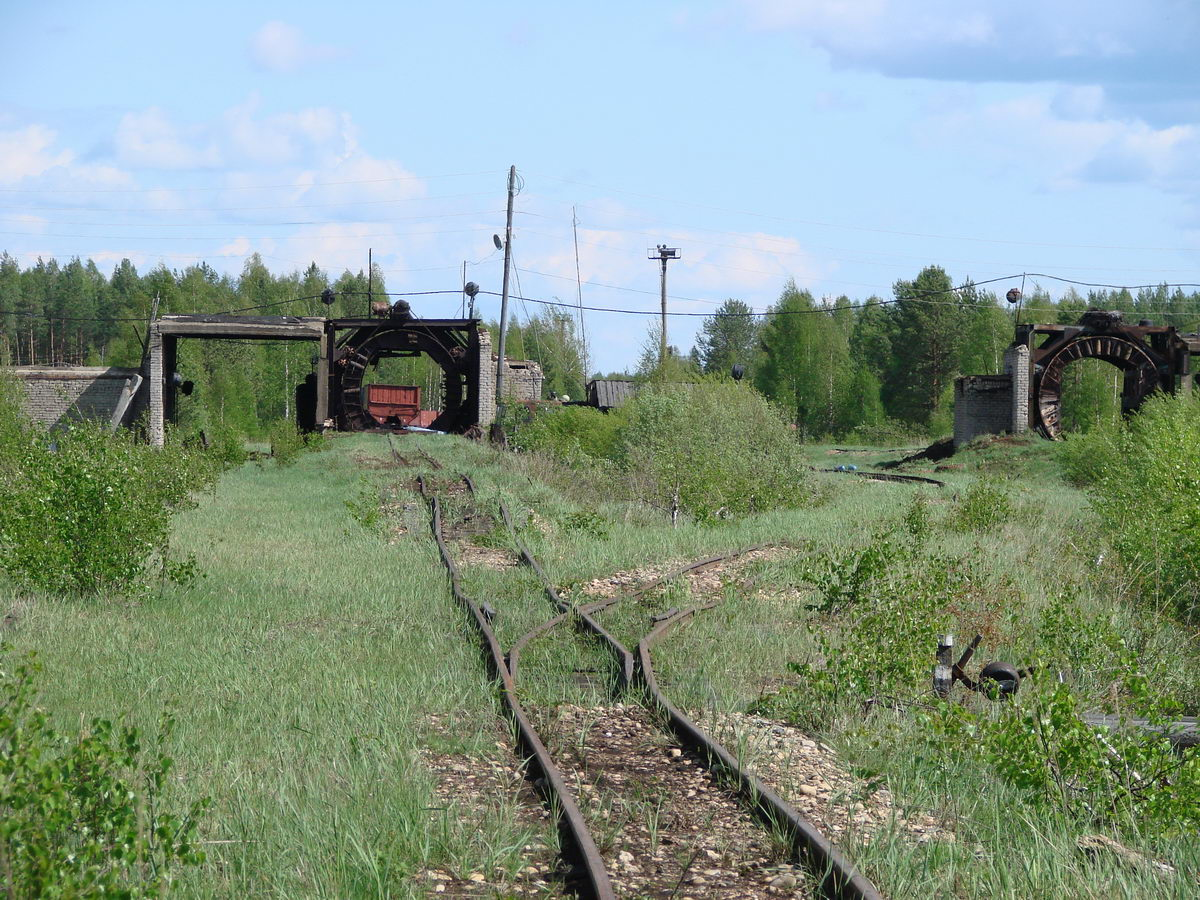
Вагоноопрокидыватель узкоколейный